# Hütet eure Töchter!
Hütet eure Töchter! ('behoed uw dochters!') is een Duitse taboedoorbrekende, didactische film bestaande uit zes delen, geproduceerd door Rob Houwer, die zelf een deel van de regie voor zijn rekening nam. Andere segmenten werden geregisseerd door Wolf Hart, Eberhard Hauff, Walter Krüttner, Karl Schedereit en Franz-Josef Spieker. De film, die al in 1962 was opgenomen, ging pas in 1964 in première.
De film behandelt thema's als seksuele vroegrijpheid van meisjes, promiscuïteit, gebrekkige voorlichting en de gebrekkige communicatie binnen een gezin.